# 赖纳·克利姆克
赖纳·克利姆克（德語：Reiner Klimke，1936年1月14日—1999年8月17日），德国男子马术运动员。他曾代表德国联队和西德参加1960年、1964年、1968年、1976年、1984年和1988年夏季奥林匹克运动会马术比赛，共获得六枚金牌和二枚铜牌。

## 家庭
女儿英格丽德·克利姆克。